# Radar secundario

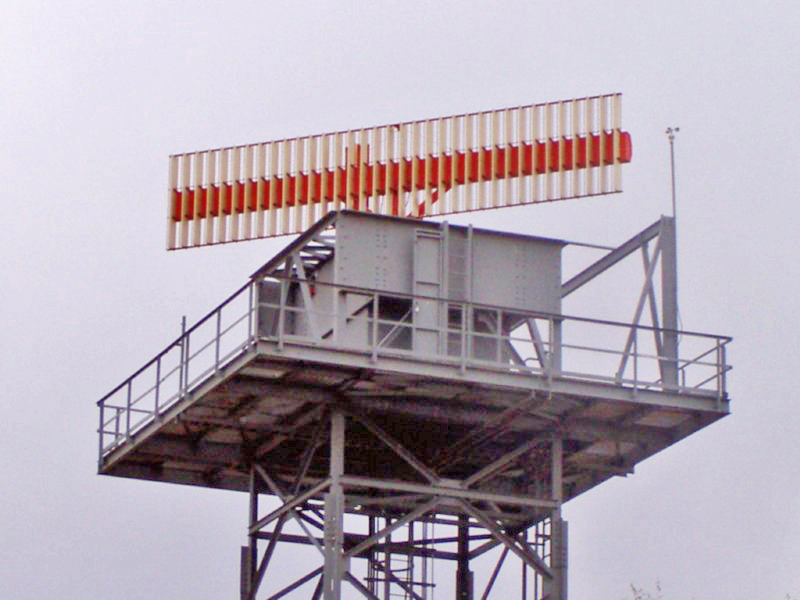
Antena SSR, Deutsche Flugsicherung, Neubrandenburg, Mecklenburg/Pomerania Occidental

El radar secundario o SSR (del inglés: Secondary surveillance radar) es un sistema que permite la identificación y seguimiento de blancos específicos en el espacio, generalmente aeronaves. Al contrario que el radar convencional o radar primario, que identifica objetos detectando reflexiones de señales de radiofrecuencia en dichos objetos
, el radar secundario codifica mensajes en forma de pulsos modulados en amplitud (también en fase en caso del radar secundario mejorado denominado Modo S), realizando "interrogaciones" mediante trenes de pulsos, dirigidas a equipos embarcados en las aeronaves llamados transpondedores. Los transpondedores detectan y decodifican la interrogación de la estación base radar, y responden en consecuencia.
El campo de uso más frecuente (pero no el único) de los radares secundarios es la vigilancia del tráfico aéreo, en este contexto se conoce como radar secundario de vigilancia (Secondary Surveillance Radar, SSR). Como aplicación particular de este contexto, está la identificación de aeronaves amigas/ enemigas en el mundo militar (IFF, Identification Friend or Foe).

## Modos de interrogación
Existen diferentes tipos de interrogaciones. Las interrogaciones del sistema SSR se lanzan anónimamente para que respondan todos los transpondedores que las escuchen y sin contener ningún tipo de información excepto el propio modo de interrogación, excepción hecha del modo S que tiene capacidad de interrogación selectiva a una aeronave en concreto y de establecer un canal de datos.b
En el SSR existen los siguientes modos de interrogación:
- Modo 1: en desuso. Separación P1 P3 = 3 μs
- Modo 2: en desuso. Separación P1 P3 = 5 μs
- Modo 3 o Modo A: pregunta a las aeronaves un código unívoco de vuelo que es fijado por el controlador. Separación P1 P3 = 8 μs
- Modo 4 : interroga mediante un criptocomputador de modo que solo las aeronaves que conozcan el criptosistema pueden responder, es la base del sistema militar IFF, ya que solo las aeronaves amigas son capaces de responder.[7]
- Modo S o selectivo, que permite establecer un enlace de datos de forma selectiva con cada aeronave.
- Modo 5 que es el equivalente militar del Modo S
- Modo B: en desuso. Separación P1 P3 = 17 μs
- Modo C: pregunta la altura barométrica del avión. Separación P1 P3 = 21 μs
- Modo D: no asignada. Separación P1 P3 = 35 μs

## Vigilancia Aérea
El radar secundario es un equipo fundamental en los sistemas de vigilancia de navegación aérea. Habitualmente se encuentra asociado a un radar primario de vigilancia (PSR) en funciones de radar de aproximación de aeropuerto, o en función del control del espacio aéreo, en solitario, normalmente en montañas elevadas. El radar primario solo detecta objetos en el espacio aéreo, pero no puede identificarlos; de hecho ni siquiera puede saber si lo detectado es un avión u otro objeto. El radar secundario emite una interrogación mediante la transmisión de determinados pulsos (1030 MHz), que los transpondedores de los aviones cercanos captan y entienden, respondiendo cada uno de ellos con datos tales como la identificación de la aeronave, altura barométrica, velocidad y demás información de interés para el controlador aéreo, información que facilita la tarea de vigilancia y gestión del espacio aéreo.
En el caso del ámbito del control del tráfico aéreo, los sistemas convencionales utilizan exclusivamente los modos de interrogación A y C. Progresivamente, se está implementado el sistema de vigilancia mejorado basado en Modo S, que simplifica la recepción y evita el garbling (interferencia entre respuestas).

## Modo S
El problema principal de los radares secundarios tradicionales sin capacidad de Modo S es que no pueden seleccionar la aeronave interrogada. 
Así pues, cada interrogación realizada recibe las respuestas simultáneas de todos los transpondedores dentro del alcance de la antena y del ángulo de emisión. En los escenarios actuales, donde la densidad del tráfico aéreo es mucho mayor que en el momento de la implantación original del radar secundario, es habitual que las respuestas se solapen entre sí y se confundan, no pudiendo ser recuperadas (fenómeno conocido como "garbling" en terminología radar), y por lo tanto degradando la calidad de la vigilancia aérea. 
La implantación del modo S permite que el radar interrogue "aeronave a aeronave" de modo que el radar puede manejar un escenario de tráfico mucho mayor sin complicar dicho escenario.
Las respuestas de los transpondedores en modo C tienen una resolución de cien pies de altura, mientras que el dato de altura en la respuesta de Modo S tiene una resolución de 25 pies. Así pues, la implantación del Modo S permite aerovías más próximas en altitud y por tanto optimizar el uso del espacio aéreo.